# Kurirčkova pošta
Kurirčkova pošta je bila pionirska prireditev, ki je potekala med leti 1963 in 1989. Namen prireditve, ki je bila osredotočena predvsem na Slovenijo, je bila počastitev kurirjev druge svetovne vojne, ki so imeli težko nalogo, ko so morali prenesti sporočilo od enega štaba do drugega in se pri tem izogniti sovražnikovim zasedam.
Pobudo za kurirčkovo pošto so dali sodelavci slovenske otroške revije Kurirček z namenom, da bi pionirjem približali boj za svobodo. Prvič so pionirji kurirji šli na pot 15. maja 1963. Pot po Sloveniji je potekala po progah: TV-Dolenjska (Baza 20), P-Primorska (Ajdovščina), G-Gorenjska (Kranjska Gora), K-Koroška in Š-Štajerska (Gančani). Dolenjska proga se je začela na Bazi 20. Vsaka smer je imela svoje geslo, ki so ga poznali samo pionirji kuriji.
Do leta 1980 se je pot Kurirčkove pošte vedno končala ob prazniku dneva mladosti v Beogradu, kamor je kurirčkovo torbico s pošto prinesla pionirska delegacija. Predsednik republike Josip Broz Tito je že pred stadionsko prireditvijo ob 25. maju svečano sprejel in podpisal dnevnike kurirčkove pošte. Pismo, ki je vsebovalo skupne čestitke slovenskih pionirjev z najboljšimi željami za njegov rojstni dan, pa je prebral vsako leto pionir iz druge republike.
Po smrti Josipa Broza Tita 1980 kurirčkova pošta ni več vsebovala čestitk predsedniku, zamenjale so jo ekološke vsebine in naloge, ki so jih morali reševati posamezni pionirski odredi. Po letu 1980 ni podatkov, kje je vsebina končala svojo pot.